# Тадеуш Петржиковський
Тадеуш Діонізій Петржиковський (псевдо «Тедді», 8 квітня 1917, Варшава — 17 квітня 1991, Бєльсько-Бяла) — польський боксер, тренер, вчитель фізкультури, солдат Польської армії, один з перших в'язнів концтабору Освенцим (табір № 77) Після війни виступав свідком на судовому процесі над Рудольфом Гессом.

## Біографія
Виріс в інтелігентній родині. Мати, Сильвіна Александра Беньковська, після навчання у вчительській семінарії графині Цецилії Платер-Жиберківни викладала у варшавській початковій школі. Батько, Тадеуш старший, після закінчення факультету дорожнього та мостового будівництва Варшавського політехнічного університету, працював інспектором та проектантом розширення Варшавського залізничного узла.
У 6-річному віці почав навчання у державній середній школі ім. Станіслава Сташиця. Брав активну участь у скаутському русі (16 Варшавський загін ім. Завіші Чарного). Після смерті батька займався різною роботою для підтримки сім'ї, виконував малюнки для студентів Академії мистецтв та архітекторів. У 1939 році закінчив школу екстерном.

## Боксерська кар'єра
Боксерську кар'єру розпочав ще учнем старшої школи. З 1934 року тренувався, зокрема, під керівництвом легендарного Фелікса Штамма у варшавському клубі «Легія». У своєму дебютному трираундовому поєдинку 25 лютого 1934 року поступився Сапсі Ротгольцу. У березні 1935 року став віце-чемпіоном Варшави, перемігши Антоні Чортека, але програв у фіналі Розенблюму. 16 березня 1935 року здобув перемогу на міжнародному боксерському турнірі в Познані. 14 квітня того ж року програв Споденкевичу в матчі Варшава — Лодзь. У 1936 році допоміг варшавській «Легії» підвищитися з класу B до класу A. 2 березня переміг Щурека у поєдинку з командою «Вавель». Через травму Антоні Чортека здобув срібну медаль на міському чемпіонаті Варшави. У березні 1936 року взяв участь у виїзному матчі в Бидгощі проти «Асторії», який закінчився перемогою з рахунком 9:7. У вересні того ж року змагався з гравцем, на ім'я Козьолек — бій завершився внічию.

### Друга світова війна
Після початку Другої світової війни Тадеуш брав участь в обороні Варшави як курсант Навчального центру кавалерії. З 8 вересня 1939 року воював у 1-й Варшавській оборонній батареї лейтенанта Януша Лоніцького. Після капітуляції навесні 1940 року намагався дістатися до Франції, щоб вступити до Польської армії. Однак був заарештований угорською жандармерією на угорсько-югославському кордоні, переданий німцям і підданий тортурам у тюрмах Мушини, Нового Сонча та Тарнова. 14 червня 1940 року його депортували першим транспортом в'язнів до концентраційного табору Аушвіц (Освенцим)
У таборі Тадеуш увійшов в історію як боксер, який вів бої в умовах концтаборів (Аушвіц-Біркенау, Нойєнгамме, Берген-Бельзен). У березні 1941 року провів свій перший бій в Освенцимі, перемігши капо Вальтера Дюнінга. Загалом у цьому таборі провів, за різними оцінками, від 40 до 60 боїв, програвши лише одного разу — чемпіону Нідерландів у середній вазі Ліну Сандерсу
У таборі мав контакт з капітаном Вітольдом Пілецьким, приєднався до створеної ним Військової організації «Союз». Кілька разів спілкувався з отцем Максиміліаном Кольбе, який навчав його стримувати емоції та агресію. У 1943 році був переведений до табору Нойєнгамме. На знак поваги Дюнінг подарував йому дві пари боксерських рукавичок у день від'їзду з Освенцима. У Нойєнгамме провів близько 20 поєдинків, зокрема з німецьким боксером Карлом Готтенбахером. 15 квітня 1945 року був звільнений британськими військами з Берген-Бельзена. Після звільнення вступив до 1-ї бронетанкової дивізії генерала Станіслава Мачека, де викладав фізичну підготовку солдатам і продовжував виступати на рингу. У 1946 році став чемпіоном дивізіону у своїй ваговій категорії.

### Повоєнні роки
1946 року повернувся до Польщі. Через погіршення здоров'я, спричинене перебуванням у таборах, не зміг повернутися на довоєнний рівень у спорті. 1947 року свідчив на суді над Рудольфом Гессом.
1 березня 1951 року став викладачем у Технікумі поліграфічної промисловості та школі № 68 у Варшаві, а з 1955 року — вчителем фізкультури у середній школі в Аніні, а також в інструктором ZHP у Вавері. 1958 року переїхав до Нового Торгу[, де у 1958—1962 роках працював тренером клубу KS Gorce. 1962 року оселився в Бєльсько-Бялій, де працював у міському комітеті з фізкультури та туризму.
Помер раптово 17 квітня 1991 року, похований 22 квітня на парафіяльному цвинтарі Божого Провидіння в Бєльсько-Бялій.

## Память
Він став прототипом головного героя повісті «Боксер і смерть» Йозефа Гена, екранізованої словацьким режисером Петером Соланом у 1962 році. 2020 року Мацей Барчевський зняв художній фільм «Містр» («Хазяїн») про його життя в таборі, де роль Тедді виконав Пйотр Ґловацький. Прем'єра фільму відбулася 27 серпня 2021 року. Інші ролі виконали: Гжегож Малецький, Марцін Босак, Маріан Дзендзель, Пйотр Вітковський, Рафал Заверюха, Марцін Чарнік та Ян Шидловський.
Історію Тадеуша Петржиковського буде показано в документальному фільмі про польський бокс «Ринг Вольні».
У травні 2021 року в Музеї Другої світової війни в Гданську відкрилася виставка його картин — він малював усе життя.
Того ж року лодзинський репер Basti присвятив йому пісню «Тедді» з альбому «Особистий набір цінностей», на яку Адам Кавалек створив анімований кліп.